# Francesco Ferrara (economista)
Francesco Ferrara (Palermo, 7 dicembre 1810 – Venezia, 22 gennaio 1900) è stato un economista e politico italiano.
Il suo pensiero economico, di impostazione radicalmente liberista, costituisce una critica della teoria classica ricardiana e un’anticipazione di tematiche del marginalismo.
Nel 1867 divenne Ministro delle finanze del Regno. Dopo molte legislature passate da Deputato fu nominato Senatore dalla XIV legislatura.
Nel 1868 si trasferì a Venezia, essendo stato nominato direttore della Scuola superiore di Commercio, e vi morì nel 1900. Nel 1906 la salma fu traslata, a spese dello Stato, nella chiesa di San Domenico di Palermo e sepolta accanto a quelle di Emerico Amari, Ruggero Settimo e Francesco Crispi.
Nel 1840 aveva sposato Maria (detta Marietta) Bracco Amari, da cui ebbe due figli e quattro figlie.

## Opere

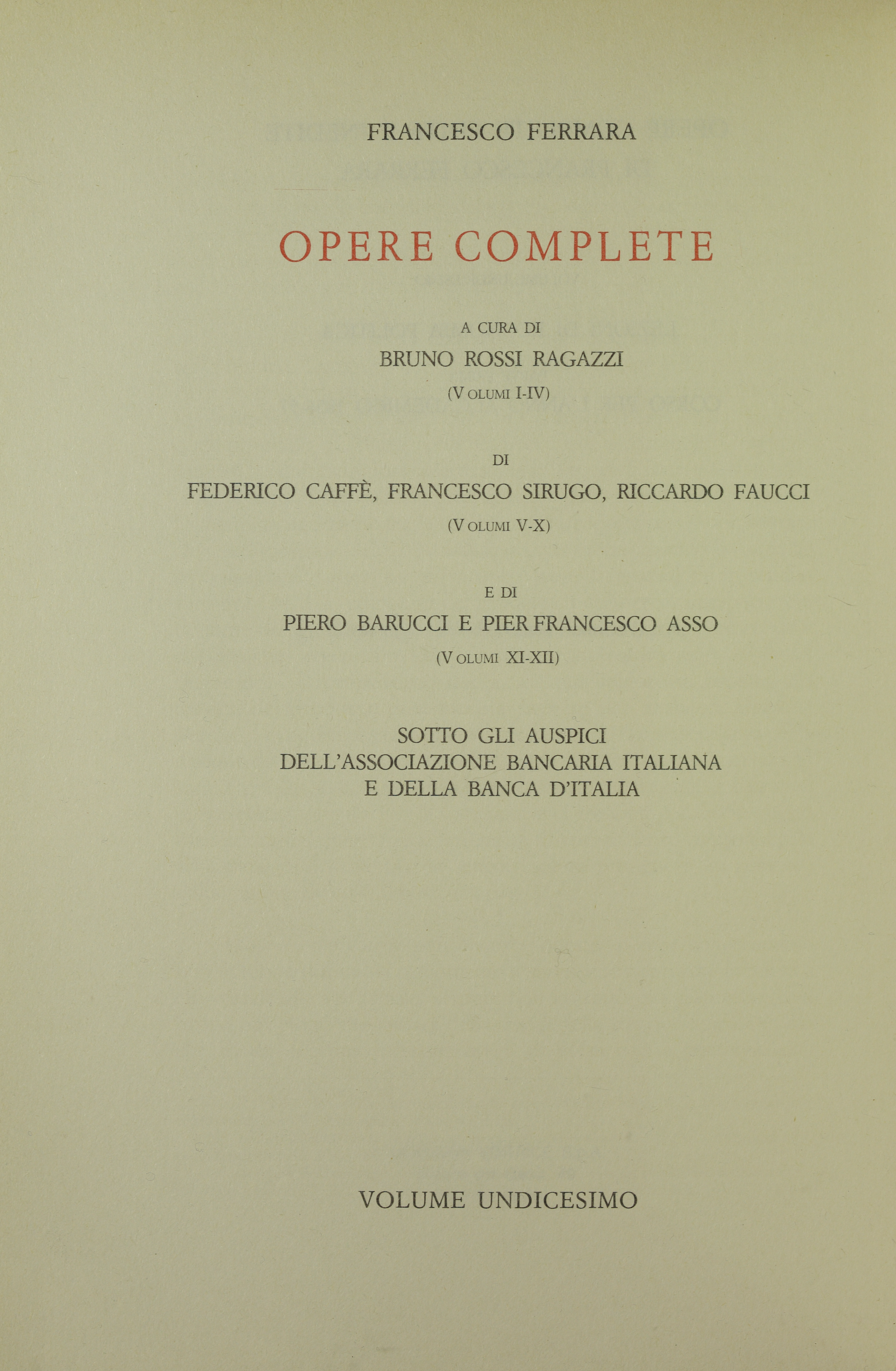
Lezioni di economia politica, 1986

- Prefazioni alla Biblioteca dell'economista. Parte prima, Roma, sn, 1955.
- Prefazioni alla Biblioteca dell'economista. Parte seconda, Roma, sn, 1956.
- Prefazioni alla Biblioteca dell'economista. Parte terza, Roma, sn, 1956.
- Prefazioni alla biblioteca dell'economista. Parte quarta, Roma, sn, 1961.
- Scritti di statistica, Roma, sn, 1955.
- Articoli su giornali e scritti politici. 1844-1850, Roma, sn, 1965.
- Articoli su giornali e scritti politici. 1850-1856, Roma, sn, 1970.
- Articoli su giornali e scritti politici. 1857-1891, Roma, sn, 1976.
- Discorsi e documenti parlamentari, Roma, sn, 1972.
- Saggi, rassegne, memorie economiche e finanziarie, Roma, sn, 1972.
- Lezioni di economia politica. Parte prima, Roma, Bancaria, 1986.
- Lezioni di economia politica. Parte seconda, Roma, Bancaria, 1992.